# Цетнарський Олег Миколайович
Олег Миколайович Цетнарський (псевдо; 27 вересня 1938, с. Боків (нині Тернопільського району, Тернопільська область — 14 квітня 1960, біля села Божиків, Бережанський район, Тернопільська область) — учасник протирадянського підпілля, учасник останнього бою підпілля ОУН.

## Життєпис
Народився 27 вересня 1938 року у селі Боків (тепер Тернопільський район, Тернопільська область) в родині Миколи Цетнарського та Антоніни Боднарчук.
У 1954 закінчив сім класів.
Від 1955 працював у місцевому колгоспі.
У тому ж 1955 році приєднався до Петра Пасічного псевдо «Чорний» «Петро» з його дружиною Пальчак Марією, псевдо «Стефа».
В 1956 виїхав з дружиною Ольгою в с. Чернихів. Але згодом повернувся до подружжя Пасічних.
12 жовтня 1959 року Петро Пасічний застрелив лейтенанта КДБ В. Стороженка, який йшов на зустріч із інформатором з с. Тростянець в Тростянецький ліс. (Він став останньою бойовою жертвою з боку радянської влади у її війні з націоналістичним підпіллям).
На той час група здійснила 11 озброєних пограбувань магазинів і колгоспних складів у навколишніх селах для забезпечення своєї життєдіяльності, а також займалася залякуванням сільських активістів.

### Останній бій
14 квітня 1960 року оперативний групі Тернопільського УКГБ вдалося знайти район розташування повстанської боївки — у Божиківському лісі на межі тодішніх Підгаєцького й Бережанського районів, що за кілька кілометрів від хутора Лози. Туди прибули 45 автомашин та понад півтисячі солдатів. Коли повстанці, вийшовши з криївки, ішли у напрямку хутора Лози, вони потрапили у засідку КГБ. Щоб не потрапити живими в руки ворогів, Петро Пасічний та Олег Цетнарський застрелилися, а Марію Пальчак поранили в руки та взяли в полон.

## Вшанування пам'яті
- 2007 року на місці історичного бою було встановлено й освячено дубовий хрест.
- 2015 року на честь 55-річчя останнього бою УПА у Тернопільській області був оголошений Роком повстанської звитяги[3]
- 2017 року вийшла друком книга «Віра і воля», співавторів Леоніда Бицюри, Володимира Стаюри та Віктора Уніята[4]
- 14 жовтня 2018 року в с. Боків встановили меморіальну дошку.[5]